# André-Thaddée Bourque
Pour les articles homonymes, voir Bourque.
André-Thaddée Bourque (né le 27 juillet 1854 à Beaumont — mort le 28 juin 1914 à Moncton) était un prêtre, un missionnaire, un auteur et un compositeur acadien.
Il est connu pour ses compositions musicales et son livre Chez les anciens Acadiens, causeries du grand-père Antoine (1911).

## Source
- Biographie